# Savannah (Tennessee)
Savannah es una ciudad ubicada en el condado de Hardin en el estado estadounidense de Tennessee. En el Censo de 2010 tenía una población de 6.982 habitantes y una densidad poblacional de 413,52 personas por km².

## Geografía
Savannah se encuentra ubicada en las coordenadas 35°13′16″N 88°14′8″O / 35.22111, -88.23556. Según la Oficina del Censo de los Estados Unidos, Savannah tiene una superficie total de 16.88 km², de la cual 16.88 km² corresponden a tierra firme y (0%) 0 km² es agua.

## Demografía
Según el censo de 2010, había 6.982 personas residiendo en Savannah. La densidad de población era de 413,52 hab./km². De los 6.982 habitantes, Savannah estaba compuesto por el 87.22% blancos, el 7.91% eran afroamericanos, el 0.47% eran amerindios, el 0.64% eran asiáticos, el 0.01% eran isleños del Pacífico, el 1.22% eran de otras razas y el 2.52% pertenecían a dos o más razas. Del total de la población el 3.18% eran hispanos o latinos de cualquier raza.